# Єлюккаси
Єлюкка́си (рос. Елюккасы, чув. Елюккасси) — присілок у складі Цівільського району Чувашії, Росія. Входить до складу Поваркасинського сільського поселення.
Населення — 173 особи (2010; 213 у 2002).
Національний склад:
- чуваші — 99 %

## Уродженці
- Лукіна Серафима Фадеївна (1923—2009) — радянський тваринник, Герой Соціалістичної Праці.